# I lupi del Texas
I lupi del Texas  (Young Fury) è un film del 1965 diretto da Christian Nyby.
È un film western statunitense con Rory Calhoun, Virginia Mayo, Lon Chaney Jr. e Richard Arlen.

## Produzione
Il film, diretto da Christian Nyby su una sceneggiatura di Steve Fisher con il soggetto dello stesso Fisher e di A.C. Lyles, fu prodotto da Lyles per la A.C. Lyles Productions e girato nei Paramount Studios a Hollywood, in California.

## Distribuzione
Il film fu distribuito con il titolo Young Fury negli Stati Uniti nel febbraio 1965 al cinema dalla Paramount Pictures.
Altre distribuzioni:
- in Danimarca il 1º febbraio 1965 (Cowboybanden)
- in Germania Ovest il 2 aprile 1965 (Revolverhelden von Fall River)
- in Austria nel maggio del 1965 (Revolverhelden von Fall River)
- in Finlandia il 13 agosto 1965 (Nuoret lainsuojattomat)
- in Turchia nel febbraio del 1967 (Teksas kurtlari)
- in Francia (Furie sur le Nouveau Mexique)
- in Spagna (La furia de los jóvenes)
- in Grecia (O nomos mou einai to pistoli)
- in Italia (I lupi del Texas )

## Critica
Secondo il Morandini è un "film convenzionale e fiacco, imperniato sul conflitto tra due generazioni" in cui nel maggio delr pregio è la composizione del cast, composto da diverse "vecchie glorie"..

## Promozione
Le tagline sono:
- "The West's First Teenage Gang! Sired by six-guns, fired by old hates, the young Hellions tore the Southwest apart from Mexico to Texas!".
- "No gang could rough up a town like the young Hellions - the wildest bunch of gunslingers ever to terrorize the West!".